# ТЕЦ Джуайма
26°48′1″ пн. ш. 50°0′12″ сх. д. / 26.80028° пн. ш. 50.00333° сх. д.
ТЕЦ Джуайма — теплова електростанція на сході Саудівської Аравії, яка обслуговує завод з фракціонування зріджених вуглеводневих газів у Джуайма.
На початку 21 століття нафтова компанія Saudi Aramco розпочала програму обладнання своїх виробничих майданчиків теплоелектроцентралями. Зокрема, в 2006-му ТЕЦ отримав комплекс фракціонування в Джуаймі, де встановили дві газові турбіни від General Electric потужністю по 156 МВт. Відпрацьовані ними гази живлять котли-утилізатори продуктивністю по 290 тонн пари на годину.
В 2015-му стала до ладу друга черга у складі однієї газової турбіни потужністю 170 МВт, сполучений з якою котел-утилізатор може видавати 385 тонн пари на годину.
Як паливо ТЕЦ використовує природний газ (можливо відзначити, що неподалік проходить газотранспортний коридор Утманія — Беррі).
Проект реалізували через Tihama Power Generation Company, засновниками якої виступили французька Engie (60 %) та місцева Saudi Oger (40 %).